# Creully

Creully este o comună în departamentul Calvados, Franța. În 1 ianuarie 2018 avea o populație de 1.586 de locuitori.